# Raymond Stora
Raymond Félix Stora (* 18. September 1930 in Paris; † 20. Juli 2015) war ein französischer theoretischer Physiker, der hauptsächlich über Quantenfeldtheorie arbeitete.

## Leben
Stora besuchte 1951 bis 1953 die École polytechnique (wo er u. a. 1952 unter Louis Michel das Spektrum der Myonen aus dem Zerfall des K-Mesons untersuchte) und 1954 bis 1957 das Massachusetts Institute of Technology (MIT). Dort erhielt er 1955 mit einer unter Stan Olbert angefertigten Arbeit über die hadronische Komponente der kosmischen Höhenstrahlung den M. Sc. und wurde 1958 mit einer von Victor Weisskopf betreuten Dissertation zur Regularisierung der Quantenelektrodynamik promoviert. 1961/2 war er am Institute for Advanced Study. Er war 1957 bis 1970 Wissenschaftler am Kernforschungszentrum in Saclay (Centre d’Etudes nucléaires de Saclay des Commissariat à l’énergie atomique (CEA)), wo er u. a. mit Marcel Froissart die Depolarisation polarisierter Protonen im 3 GeV Synchrotron von Saclay untersuchte. Mit Pierre Moussa untersuchte er die Winkelverteilung bei Zweiteilchenstreuung. Danach war er 1970 bis 1981 für das CNRS am CPT (Zentrum für theoretische Physik) an der Universität Marseille. Von 1978 an war er Wissenschaftler am LAPP („Le Laboratoire d'Annecy-le-Vieux de Physique des Particules“) in Annecy (genauer in der Theorieabteilung LAPT) sowie außerdem in der Theorieabteilung am CERN und ständiger Wissenschaftler des CNRS.
Stora wurde vor allem bekannt für seine Arbeit mit Carlo Becchi und Alain Rouet von 1976. Der darin beschriebene Formalismus zur Quantisierung von nichtabelschen Eichtheorien (und allgemein für Systeme mit Zwangsbedingungen) wird nach den Anfangsbuchstaben der Nachnamen als BRS-Formalismus bezeichnet. Stora arbeitete auch u. a. über die algebraische Struktur von Anomalien in der Quantenfeldtheorie.
Stora war Mitglied der Académie des sciences, deren Prix Joannidès er 1989 erhielt, und Ritter der Ehrenlegion. 1992 erhielt er den Prix Jean Ricard der französischen physikalischen Gesellschaft. 1998 erhielt er die Max-Planck-Medaille (sein Preisträgervortrag erschien in den Physikalischen Blättern). 2009 wurde er mit dem Dannie-Heineman-Preis für mathematische Physik ausgezeichnet.
Zu seinen Doktoranden zählen Jean Bellissard und Frédéric Pham.